# Лаишево (городское поселение)
Городско́е поселе́ние город Лаишево — муниципальное образование в Лаишевском районе Татарстана Российской Федерации.
Административный центр — город Лаишево.

## История
Статус и границы городского поселения установлены Законом Республики Татарстан от 31 января 2005 года № 28-ЗРТ «Об установлении границ территорий и статусе муниципального образования "Лаишевский муниципальный район" и муниципальных образований в его составе».

## Население
| 2010    | 2011    | 2012    | 2013  | 2014  | 2015  | 2016    |
| ------- | ------- | ------- | ----- | ----- | ----- | ------- |
| 9417    | ↗9423   | ↗9494   | ↗9671 | ↗9860 | ↗9938 | ↗10 069 |
| 2017    | 2018    | 2021    |       |       |       |         |
| ↗10 218 | ↗10 314 | ↗10 798 |       |       |       |         |

## Состав городского поселения
| № | Населённый пункт | Тип населённого пункта        | Население |
| - | ---------------- | ----------------------------- | --------- |
| 1 | Лаишево          | город, административный центр | ↗9076     |
| 2 | Старая Пристань  | деревня                       | ↘1700     |